# World Series by Renault
Les World Series by Renault o Formula Renault 3.5 Series és una competició d'automobilisme de velocitat que es disputa des del 1998 (va néixer amb el nom d'Open Fortuna by Nissan), esdevenint un campionat "trampolí" cap a la Fórmula 1 com ho demostra el fet que molts pilots d'aquest campionat han esdevingut pilots de Fórmula 1 com Marc Gené, Fernando Alonso, Heikki Kovalainen, Robert Kubica, Sebastian Vettel o Jaume Alguersuari.
Les World Series és una categoria monomarca, fet que obliga als equips a fer servir el mateix xasis, motor i pnemàtics, demostrant així l'habilitat del pilot per sobre de la màquina. Conjuntament amb la Formula Renault 3.5 Series, es realitzen altres competicions com la Formula Renault 2.0 i la Formula Renault 1.6.

## Els monoplaces

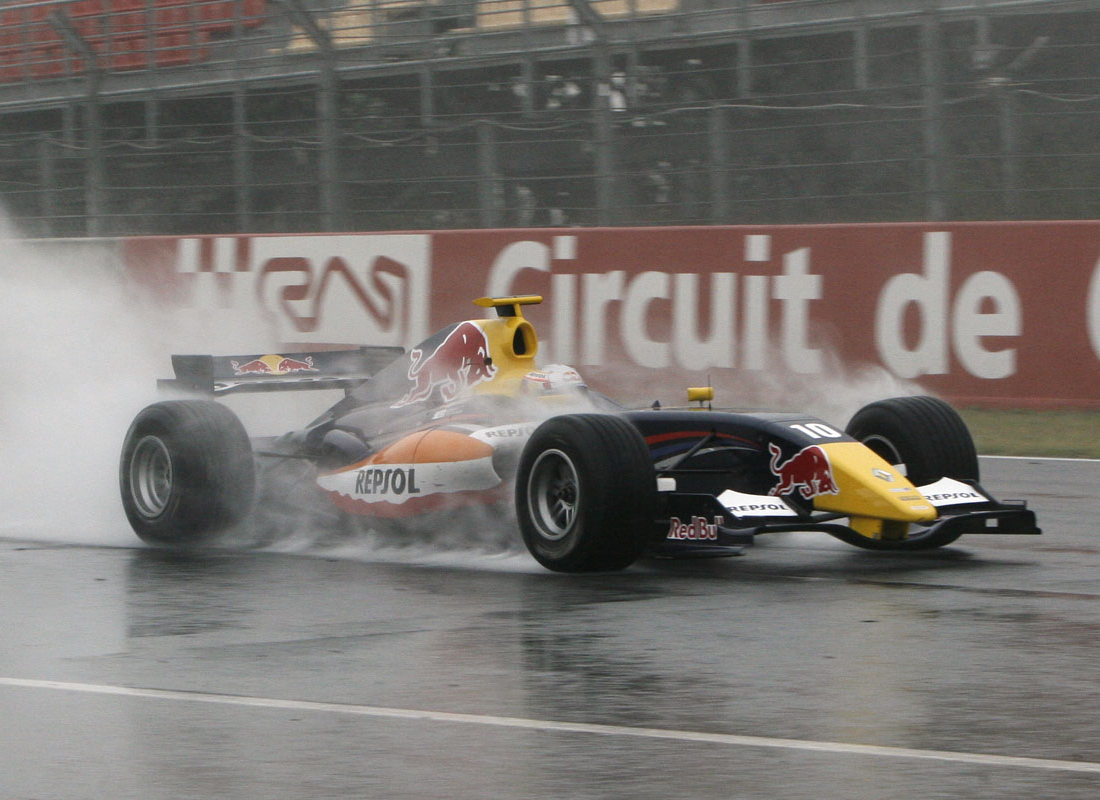
Jaume Alguersuari amb el Carlin Motorsport a la Formula Renault del 2009

### Formula Renault 3.5
- El monoplaça de la competició utilitza un xassís de Dallara, pneumàtics Michelin i un motor Renault V6 de 3500cc que proporciona 530cv de potència a les 9500rpm per un pes de 616 kg, que permet al monoplaça arribar a una velocitat de 310 km/h.
- Dos pilots per equip.
- Es fan dues curses de 44 minuts + 1 volta addicional en cada esdeveniment (una dissabte i una altra diumenge) a excepció de Mònaco on sols es disputa una cursa.
- El campió rep automàticament una superllicència de la FIA, que li permet poder participar en el campionat de Fórmula 1.

### Formula Renault 2.0
- El monoplaça de la competició utilitza un xassís de Dallara, pneumàtics Michelin i un motor Renault V4 de 2000cc que proporciona 210cv de potència a les 7500rpm per un pes de 505 kg, que permet al monoplaça arribar a una velocitat de 250 km/h.
- Tres pilots per equip.
- Es realitzen dos curses de 25 minuts + 1 volta addicional en cada esdeveniment (una dissabte i una altra diumenge).
- El campió rep un premi de 500.000 €

### Formula Renault 1.6
- El monoplaça de la competició utilitza un xassís de Dallara, pneumàtics Michelin i un motor Renault V4 de 1600cc que proporciona 140cv de potència per a un pes de 470 kg, que permet al monoplaça arribar a una velocitat de 215 km/h.
- Es realitzen dos curses de 25 minuts + 1 volta addicional en cada esdeveniment (una dissabte i una altra diumenge)

## Circuits de la Formula Renault 3.5
A 31 de desembre de 2013
| Sèries         | By Nissan | By Nissan | By Nissan | By Nissan | By Nissan | By Nissan | By Nissan | By Renault | By Renault | By Renault | By Renault | By Renault | By Renault | By Renault | By Renault | By Renault | TOTAL Gps |
| Circuit        | 1998      | 1999      | 2000      | 2001      | 2002      | 2003      | 2004      | 2005       | 2006       | 2007       | 2008       | 2009       | 2010       | 2011       | 2012       | 2013       | TOTAL Gps |
| Montmeló       | Sí        | Sí        | Sí        | Sí        | Sí        | Sí        | Sí        |            | Sí         | Sí         | Sí         | Sí         | Sí         | Sí         | Sí         | Sí         | 15        |
| Monza          |           | Sí        | Sí        | Sí        | Sí        | Sí        |           | Sí         |            | Sí         | Sí         |            |            | Sí         |            | Sí         | 10        |
| Mònaco         |           |           |           |           |           |           |           | Sí         | Sí         | Sí         | Sí         | Sí         | Sí         | Sí         | Sí         | Sí         | 9         |
| Spa            |           |           |           |           |           |           |           |            | Sí         | Sí         | Sí         | Sí         | Sí         | Sí         | Sí         | Sí         | 8         |
| Xest           |           | Sí        | Sí        | Sí        | Sí        | Sí        | Sí        | Sí         |            |            |            |            |            |            |            |            | 7         |
| Magny-Cours    |           |           | Sí        | Sí        | Sí        | Sí        | Sí        |            |            | Sí         |            |            | Sí         |            |            |            | 7         |
| Donington      | Sí        | Sí        | Sí        | Sí        |           |           |           | Sí         | Sí         | Sí         |            |            |            |            |            |            | 7         |
| Hungaroring    |           |           |           |           |           |           |           |            |            | Sí         | Sí         | Sí         | Sí         | Sí         | Sí         | Sí         | 7         |
| Jarama         |           | Sí        | Sí        | Sí        | Sí        | Sí        | Sí        |            |            |            |            |            |            |            |            |            | 6         |
| Nürburgring    |           |           |           |           |           |           |           |            | Sí         | Sí         | Sí         | Sí         |            | Sí         | Sí         |            | 6         |
| Estoril        |           |           |           | Sí        |           |           | Sí        | Sí         |            | Sí         | Sí         |            |            |            |            |            | 5         |
| Jerez          | Sí        | Sí        | Sí        | Sí        |           |           | Sí        |            |            |            |            |            |            |            |            |            | 5         |
| Albacete       | Sí        | Sí        | Sí        | Sí        | Sí        |           |           |            |            |            |            |            |            |            |            |            | 5         |
| Silverstone    |           |           |           |           |           |           |           |            |            |            | Sí         | Sí         | Sí         | Sí         | Sí         |            | 5         |
| Alcañiz        |           |           |           |           |           |           |           |            |            |            |            | Sí         | Sí         | Sí         | Sí         | Sí         | 5         |
| Le Mans        |           |           |           |           |           |           |           | Sí         | Sí         |            | Sí         | Sí         |            |            |            |            | 4         |
| Zolder         |           |           |           |           |           | Sí        | Sí        | Sí         | Sí         |            |            |            |            |            |            |            | 4         |
| Paul Ricard    |           |           |           |           |           |           |           |            |            |            |            |            |            | Sí         | Sí         | Sí         | 3         |
| Lausitzring    |           |           |           |           |           | Sí        | Sí        |            |            |            |            |            |            |            |            |            | 2         |
| Moscow Raceway |           |           |           |           |           |           |           |            |            |            |            |            |            |            | Sí         | Sí         | 2         |
| Brno           |           |           |           |           |           |           |           |            |            |            |            |            | Sí         |            |            |            | 1         |
| Hockenheim     |           |           |           |           |           |           |           |            |            |            |            |            | Sí         |            |            |            | 1         |
| Algarve        |           |           |           |           |           |           |           |            |            |            |            | Sí         |            |            |            |            | 1         |
| Istanbul       |           |           |           |           |           |           |           |            | Sí         |            |            |            |            |            |            |            | 1         |
| Misano         |           |           |           |           |           |           |           |            | Sí         |            |            |            |            |            |            |            | 1         |
| Oschersleben   |           |           |           |           |           |           |           |            | Sí         |            |            |            |            |            |            |            | 1         |
| Bilbao         |           |           |           |           |           |           |           | Sí         |            |            |            |            |            |            |            |            | 1         |
| Österreichring |           |           |           |           |           | Sí        |           |            |            |            |            |            |            |            |            |            | 1         |
| Curitiba       |           |           |           |           | Sí        |           |           |            |            |            |            |            |            |            |            |            | 1         |
| Interlagos     |           |           |           |           | Sí        |           |           |            |            |            |            |            |            |            |            |            | 1         |
| Red Bull Ring  |           |           |           |           |           |           |           |            |            |            |            |            |            |            |            | Sí         | 1         |
| TOTAL Gps      | 4         | 7         | 8         | 9         | 6         | 7         | 8         | 7          | 7          | 9          | 9          | 9          | 9          | 9          | 9          | 9          |           |

## Campions

### Competicions actuals
A 1 de gener de 2016
| Any  | Campió             | Equip                 |
| ---- | ------------------ | --------------------- |
| 2005 | Kamui Kobayashi    | SG Formula            |
| 2006 | Filipe Albuquerque | JD Motorsport         |
| 2007 | Brendon Hartley    | Epsilon RedBull       |
| 2008 | Valtteri Bottas    | SG Formula            |
| 2009 | Albert Costa       | Epsilon Euskadi       |
| 2010 | Kevin Korjus       | Tech 1 Racing         |
| 2011 | Robin Frijns       | Koiranen Motorsport   |
| 2012 | Stoffel Vandoorne  | Josef Kaufmann Racing |
| 2013 | Pierre Gasly       | Tech 1 Racing         |
| 2014 | Nyck de Vries      | Koiranen GP           |
| 2015 | Jack Aitken        | Josef Kaufmann Racing |

| Any  | Endurance Campió                  | Elite Campió     | Prestige Campió | Equip       |
| ---- | --------------------------------- | ---------------- | --------------- | ----------- |
| 2015 | Dario Capitanio · David Fumanelli | Andrea Pizzitola | Dario Capitanio | Oregon Team |

### Competicions antigues
| Any  | Campió              | Equip                     |
| ---- | ------------------- | ------------------------- |
| 2005 | Robert Kubica       | Epsilon Euskadi           |
| 2006 | Alx Danielsson      | Interwetten.com           |
| 2007 | Álvaro Parente      | Tech 1 Racing             |
| 2008 | Giedo van der Garde | Tech 1 Racing             |
| 2009 | Bertrand Baguette   | International DracoRacing |
| 2010 | Mikhail Aleshin     | Tech 1 Racing             |
| 2011 | Robert Wickens      | Carlin                    |
| 2012 | Robin Frijns        | Tech 1 Racing             |
| 2013 | Kevin Magnussen     | DAMS                      |
| 2014 | Carlos Sainz Jr.    | DAMS                      |
| 2015 | Oliver Rowland      | Fortec Motorsports        |

| Any  | Campió           | Equip              |
| ---- | ---------------- | ------------------ |
| 2005 | Jan Heylen       | Racing for Belgium |
| 2006 | Jaap van Lagen   | Tech 1 Racing      |
| 2007 | Pedro Petiz      | Tech 1 Racing      |
| 2008 | Michaël Rossi    | Tech 1 Racing      |
| 2009 | Mike Verschuur   | TDS Racing         |
| 2010 | Nick Catsburg    | TDS Racing         |
| 2011 | Stefano Comini   | Oregon Team        |
| 2012 | Albert Costa     | Oregon Team        |
| 2013 | Mirko Bortolotti | Oregon Team        |

| Any  | Campió            |
| ---- | ----------------- |
| 2010 | Stoffel Vandoorne |

|      | \| Any \| Campió \| \| ---- \| ------------- \| \| 2011 \| Nicolas Milan \| \| 2012 \| Òscar Nogués \| \| 2013 \| Josh Files \| \| 2014 \| Òscar Nogués \| |
| Any  | Campió |
| 2011 | Nicolas Milan |
| 2012 | Òscar Nogués |
| 2013 | Josh Files |
| 2014 | Òscar Nogués |